# Lodha Bellissimo
La Lodha Bellissimo est un gratte-ciel résidentiel de Bombay. Achevé en 2012, il mesure 222 mètres de haut.